# Kevin James Custer
Kevin James Custer (New York, 1º novembre 1978) è un regista statunitense, attivo soprattutto in ambito di video musicali, spot televisivi e documentari.

## Biografia

### Vita privata
Nel tempo libero ama cimentarsi con la fotografia, la batteria e la finanza.

## Videografia
- Tesla - So Divine
- Angélique Kidjo f/John Legend & Bono – Move on Up
- Angélique Kidjo – You Can Count On Me
- Angélique Kidjo f/Aṣa – Eva
- Chuck Ragan - Non Typical
- Highly Suspect - Mom
- Saving Abel – Bringing Down The Giant
- Alanis Morissette & Souleye – Jekyle & Hyde
- The Gaslight Anthem – American Slang
- The Gaslight Anthem – Great Expectations
- The Gaslight Anthem – The '59 Sound
- 36 Crazyfists - Swing The Noose
- The Soso Glos - Diss Town
- Hunter Valentine - Liar Liar
- The Reverend Peyton's Big Damn Band - Raise a Little Hell
- The Reverend Peyton's Big Damn Band - Pot Roast and Kisses
- The Reverend Peyton's Big Damn Band - Angels Look Like Devils
- The Reverend Peyton's Big Damn Band - Something For Nothing
- The Reverend Peyton's Big Damn Band – Clap Your Hands
- Legion - AndThen The Devil Said...
- Before The Mourning - Another Sleepless Night
- Miss Fortune - Chasing Dreams
- Shadows Fall – The Unknown
- Overkill – Electric Rattlesnake
- Overkill - The Armorist
- Overkill - Bitter Pill
- Overkill – Bring Me the Night
- The Stick People – My Everything
- The Horrible Crowes – Behold the Hurricane
- The Horrible Crowes – Ladykiller
- Fair to Midland – Musical Chairs
- Title Fight – Shed
- Within The Ruins - Calling Card
- Within The Ruins - Gods Amongst Men
- Within The Ruins - New Holy War
- Within The Ruins - Feeding Frenzy
- Fake Problems – Soulless
- Black Tusk – Red Eyes, Black Skies
- High on Fire – Frost Hammer
- Cannibal Corpse – Priests of Sodom
- Dark Sermon – Hounds
- DJ Webstar & Jim Jones – Dancin on Me
- Anaka - Deathborn
- Anaka – Erase
- System Divide – The Apex Doctrine
- Lacuna Coil – I Like It
- Hatebreed – Ghosts of War
- Kingdom of Sorrow – Lead into Demise
- Tombs – Gossamer
- Subzero – Lionhearted
- Too Late the Hero – SCAIF
- Ligea – Beyond a Doubt
- Decyfer Down – Fight Like This
- Beneath the Massacre – Society's Disposable Son
- Madball – Infiltrate the System
- Big Noyd – Things Done Changed
- The Destro – Beast Burden
- Hatebreed – Thirsty and Miserable
- The Killing Gift – Self Medicated
- Last Chance to Reason – SBTBATAC
- Method Man & Redman – Mrs. International
- Soulja Boy – Donk
- Sparks the Rescue – Autumn